# 徳井青空のまぁるくなぁれ!
『徳井青空のまぁるくなぁれ!』（とくいそらのまぁるくなぁれ）は、声優・徳井青空がパーソナリティを務める簡易動画付きのインターネットラジオ番組（アニラジ）。2016年（平成28年）10月5日から放送を開始し、2022年（令和4年）3月24日まで超!A&G+・ニコニコ動画で配信された。愛称は「まるなれ」。

## 概要
パーソナリティの徳井とリスナーが、世の中の「まぁるい」を見つけて、トゲトゲしたものもまぁるくしていこうというコンセプトのラジオ。
毎週リスナーから送られてきたイラストや写真を、背景のロールスクリーンに張り付け紹介している。投稿はメールだけでなく郵送も受け付けている。

第4回アニラジアワードにおいて、「BEST BENEFIT RADIO ためになるラジオ賞」を受賞。

### テーマソング
オープニングテーマ
- 今日はきみのおたんじょうび[2]

番組放送開始記念日、および徳井の誕生日当日もしくはその直前回において、ボーカル有りのバージョンが使用される。その他通常回はインストゥルメンタルバージョンが使用される。
エンディングテーマ
- 晴れ時々わ・た・し[3]

## コーナー
- そらまる大喜利!

毎月テーマが発表され、そのテーマにそった大喜利をリスナーから募集している。基本毎月最終週に実施される。
- たんくちゃん!!

最近色んな人のヘイトや不幸を一身に背負う徳井。そんなタンク仲間のリスナーから送られてきたタンクエピソードを紹介する。
- 瞬間バッドエンド選手権!

リスナーが考えたバッドエンドを紹介する。
- どうぞどうぞ

徳井が共感できる話をリスナーから送ってもらい紹介する。
- よのなか人間図鑑!

色んなタイプの人間を図鑑形式で紹介する。
- オファーまちまる

徳井にやってほしいことを募集する。現在は専ら、番組内で何らかの告知をさせて欲しいというゲストを受け付けるコーナーとなっている。告知する場合は徳井からの要望に応えなければいけない。
- メール読みまるデー

リスナーから送られてきたメールをたくさん紹介する。
- 今週のそらまるアンサージングル

リスナーから送られてきた質問に徳井が答える。
- そらまるに教えたい生活の知恵ジングル

いつかはまとめて本に出したい徳井に、生活の知恵を教える。
- 今週のちょうどいい西暦クイズジングル

過去の出来事の西暦を徳井が当てる。
- 今週の「そらまるの突然、占っていいですよね？」ジングル

お便りをくれた人の中から1人だけ抽選しタロット占いをする。2022年2月17日#271から最終回#276までの限定コーナー。

### 過去のコーナー
- クイズ! 徳井青空が言ってました!

徳井が過去に出演していたメディアや雑誌での発言をもとに、クイズにしたお便りをリスナーから募集。徳井が送られてきたクイズに答える。
- オラは、こういう人間だ!

自分でもダメだと分かっている部分を吐露するお便りコーナー。お便りの最後に「オラは、こういう人間だ」という台詞とともにヴィブラスラップを鳴らすのが慣例。
- そらまるリサーチ

徳井が知りたいこと、世の中で起こっていることをスタッフがリサーチする。
- まるっとスポーツ まるスポ!

徳井の苦手分野であるスポーツに関する基礎情報を送ってもらい、基礎から学ぶ。
- 今週の川柳ジングル

リスナーから送られてきた川柳を紹介する。徳井による採点あり。
- 今週のダジャレジングル

リスナーから送られてきたダジャレを紹介する。

## 放送局
- 超!A&G+

2016年10月5日 - 2017年12月27日 | 本放送: 水曜25:30 - 26:00 | リピート放送: 金曜14:30 - 15:00
2018年1月4日 - 2022年3月24日 | 本放送: 木曜25:00 - 25:30 | リピート放送: 金曜13:00 - 13:30
- HiBiKi Radio Station - 無料アーカイブ放送

2016年10月5日 - 2021年4月2日 ニコニコ動画への移行により終了。
- ニコニコ動画 - 一部有料アーカイブ放送

2021年4月5日 - 2022年3月25日 | 金曜更新
文化放送A&Gチャンネル内で無料アーカイブあり。チャンネル有料会員対象のおまけ動画あり。

## ゲスト
- 2017年8月3日#44 流田豊
- 2018年9月21日#103 天津向
- 2018年12月14日#114 流田豊
- 2019年2月1日#121 吉岡茉祐、永野愛理
- 2019年2月8日#122 久保ユリカ
- 2019年7月12日#143 AGE、もね
- 2019年9月27日#156 石飛恵里花
- 2019年11月29日#165 佐々木李子
- 2020年11月12日#209 佐々木李子
- 2021年1月8日#217 久保田未夢
- 2021年9月16日#249 石飛恵里花
- 2021年12月9日#261 鈴木杏奈

## イベント
- 2018年11月10日 - 徳井青空のまぁるくまぁれ![注 2] 第1回番組イベント（文化放送メディアプラスホール）
- 2019年7月27日 - 徳井青空のまぁるくなぁれ! 第2回番組イベント（文化放送メディアプラスホール）
- 2021年7月4日 - まるなれオンラインイベント!　ゲスト：相良茉優[4]

## 関連商品

### CD
| 発売日        | タイトル                                           | 収録内容                                                |
| ------------- | -------------------------------------------------- | ------------------------------------------------------- |
| 2019年3月23日 | DJCD「徳井青空の南房総でまぁるくなあれ!」（DVD付） | DJCD本編と特典DVDに南房総市で行ったロケ映像を90分収録。 |

### グッズ
- オリジナルステッカー - プレゼント対象コーナーでおたよりが採用されたリスナーに贈られる。世代順にあお系、オレンジ系、みどり系の全3種類。
- まぁるい大盛りお茶碗 - 「Anime Japan2017」の文化放送A&Gブースにて発売。その後A&G SHOPにて販売。[5]
- オリジナルブランケット - 「コミックマーケット95（2018年12月29日 - 31日）」の文化放送A&Gブースにて発売。その後A&G SHOPにて販売。[5]
- オリジナルティッシュカバー - 「コミックマーケット95（2018年12月29日 - 31日）」の文化放送A&Gブースにて発売。その後A&G SHOPにて販売。[5]
- まるなれBAD ENDカレンダー2020⇒2021 - A&G SHOPにて2020年03月23日発売。[5]
- まるなれパーカー - 「エアコミケ2（2020年12月21日 - 31日）」開催に合わせA&G SHOPにて販売。[5]
- まるなれカトラリーセット - 「エアコミケ2（2020年12月21日 - 31日）」開催に合わせA&G SHOPにて販売。[5]

### その他
- famima PRINT ラジオプリント[6]

## コラボ
- VRコンテンツ[7]
- 日清麻婆豆腐シビ辛スープ[8]